# Чухломской уезд
Чухломско́й уе́зд — административно-территориальная единица в составе Костромского наместничества и Костромской губернии, существовавшая в 1727—1929 годах. Уездный город — Чухлома.

## География
Уезд располагался на севере Костромской губернии, граничил с Вологодской губернией. Площадь уезда составляла 3 233,4 верст² (3 680 км²) в 1897 году, 3 875 км² — в 1926 году.

## История
Чухломской уезд известен с допетровских времён как Чухломская осада. В 1708 году уезд был упразднён, а город Чухлома отнесён к Московской губернии. В 1719 году при разделении губерний на провинции, Чухломской дистрикт был отнесён к Галицкой провинции Архангелогородской губернии. В 1727 году Чухломской дистрикт был переименован в Чухломской уезд в составе Галицкой провинции Архангелогородской губернии был восстановлен. 
В 1778 году Чухломской уезд был отнесён к Костромскому наместничеству, которое в 1796 году преобразовано в Костромскую губернию.
14 января 1929 года Костромская губерния и все её уезды были упразднены, большая часть Чухломского уезда вошла в состав Чухломского района Костромского округа Ивановской Промышленной области, меньшая — в состав Судайского района.

## Административное деление
В 1890 году в состав уезда входило 12 волостей
| № п/п | Волость        | Волостное правление  | Число селений | Население |
| ----- | -------------- | -------------------- | ------------- | --------- |
| 1     | Алешковская    | д. Алешково          | 111           | 4140      |
| 2     | Бореевская     | усадьба Острожниково | 106           | 4633      |
| 3     | Бушневская     | с. Бушнево           | 95            | 6222      |
| 4     | Введенская     | д. Петровская        | 55            | 3184      |
| 5     | Вохтомская     | д. Шестина           | 23            | 1674      |
| 6     | Идская         | д. Симоново          | 25            | 1804      |
| 7     | Каликинская    | д. Еремейцево        | 100           | 7450      |
| 8     | Коровская      | усадьба Тимошино     | 72            | 3119      |
| 9     | Мирохановская  | с. Мироханово        | 38            | 3190      |
| 10    | Муровьищинская | усадьба Занино       | 87            | 3884      |
| 11    | Просековская   | усадьба Красник      | 36            | 2897      |
| 12    | Судайская      | д. Большая Понежская | 61            | 5278      |

В 1913 году в уезде также было 12 волостей.
В 1926 году в уезде было 5 волостей:
- Бушневская,
- Введенская (центр — д. Петровское),
- Каликинская (центр — д. Еремейцево),
- Чухломская,
- Шартановская.

## Население
По данным переписи 1897 года в уезде проживало 52 407 чел. В том числе русские — 99,8 %. В уездном городе Чухломе проживало 2 202 чел.
По итогам всесоюзной переписи населения 1926 года население уезда составило 54 250 человек, из них городское (город Чухлома) — 2 259 человек.

## Известные уроженцы
- Писемский, Алексей Феофилактович
- Пуговкин, Михаил Иванович